# Савенки (Демидовский район)
Савенки — упразднённая деревня в Демидовском районе Смоленской области России. Входила в Полуяновское сельское поселение.

## География
Расположена в северо-западной части области в 16 км к западу от Демидова, в 13 км западнее автодороги Р133 Смоленск — Невель, на берегу реки Неговица. В 42 км южнее деревни расположена железнодорожная станция О.п. 439-й км на линии Смоленск — Витебск.

## История
В годы Великой Отечественной войны деревня была оккупирована гитлеровскими войсками в июле 1941 года, освобождена в сентябре 1943 года.
Упразднена постановлением Смоленской областной Думы от 29.10.2009 № 553 «Об упразднении отдельных территориальных единиц Смоленской области».

## Население
По состоянию на 2007 год постоянного населения не имела.